# Аллен, Ребекка
Ребекка Кейт Аллен (англ. Rebecca Kate Allen; род. 6 ноября 1992 года в Вангаратте, штат Виктория, Австралия) — австралийская профессиональная баскетболистка, выступает в женской национальной баскетбольной ассоциации за клуб «Чикаго Скай». Не выставляла свою кандидатуру на драфт ВНБА 2014 года, но ещё до старта следующего сезона подписала договор с командой «Нью-Йорк Либерти». Играет на позиции лёгкого форварда и атакующего защитника.
В составе национальной сборной Австралии участвовала в Олимпийских играх 2020 года в Токио, а также выиграла бронзовые медали чемпионата мира 2014 года в Турции и чемпионата мира 2022 года в Австралии и серебряные медали чемпионата мира 2018 года в Испании, кроме того стала бронзовым призёром чемпионата Азии 2019 года в Индии.

## Ранние годы
Ребекка Аллен родилась 6 ноября 1992 года в небольшом городке Вангаратта (штат Виктория).